# Intento de golpe de Estado en Colombia de 1944
El intento de golpe de estado de 1944, conocido comúnmente como Golpe de Pasto, fue la toma del poder por pocas horas de un grupo de soldados en Colombia. Ocurrió el 10 de julio de 1944 en la ciudad de Pasto (de ahí su nombre más popular). 
Supuso la separación temporal del poder del presidente liberal Alfonso López Pumarejo, quien renunció al cargo por motivos distintos un año después. Los estudiosos afirman que en realidad fue un intento de toma, por el poco efecto que tuvo en la política nacional.

## Cronología

### Antecedentes
El presidente Alfonso López Pumarejo viajó a Pasto el 8 de julio de 1944, con el fin de presenciar las maniobras militares en la zona. Por esos días los rumores de una conspiración rondaban por el país, y el viaje de López buscaba acallar esos rumores.
Su llegada a la ciudad se dio en la noche del 9, pero fue recibido con hostilidad por los militares y reservistas asentados allí. El gobernador de Nariño, Manuel María Montenegro, puso al tanto al presidente López de la actitud pendenciera de los jóvenes soldados y dispuso acuartelar a la policía, por lo que el evento respectivo de recepción fue cancelado.

### El golpe
En la madrugada del 10 de julio, hombres al mando del coronel Luis E. Agudelo y el mayor José Figueroa Paz, irrumpieron en el Hotel Niza, se tomaron la habitación de López y le entregaron un documento donde declaraba su dimisión a favor del coronel Diógenes Gil. Le permitieron sin embargo, que se bañara y desayunara.
Fue neutralizado y puesto a disposición de los soldados de Agudelo y Figueroa, integrantes de la VII Brigada. Gil también buscaba ser nombrado Ministro de Guerra, para contar con el apoyo de sus subalternos a nivel nacional. Las tropas estaban apoyadas por hombres en las remotas ciudades de Bucaramanga e Ibagué.
En la mañana, López fue trasladado a una hacienda en el cercano municipio de Consacá, donde fue resguardado por sus propietarios la familia Bucheli hasta que el caos cesó.
La noticia de la insurrección llegó a Bogotá con rapidez y el Congreso de la República designó a Darío Echandía, quien declaró turbado el orden. El ministro de gobierno de López y segundo al mando, Alberto Lleras Camargo, se valió de la Radiodifusora Nacional para extender un mensaje de unidad que nutrió la imagen en descenso de López. También sirvió para alinear a todos los sectores del país, incluyendo al Ejército nacional. El golpe habría contado con apoyo de agentes Nazis y Peronistas, según lo reportó el FBI en su momento.
Los militares, que en un principio estaban unidos bajo un mismo mando, se dividieron y agotada la conspiración dejaron en libertad a López, quien llegó a Ipiales el 11 y el 12 arribó en Bogotá, donde recobró el poder y se pronunció sobre los hechos.

## Consecuencias
Alfonso López se percató de que su gobierno era frágil y comenzó a expulsar a sus detractores.
El coronel Diógenes Gil se entregó y fue enviado a prisión. El acertado manejo que Lleras Camargo le dio a la situación le permitió emerger como figura clave del gobierno, lo que le permitió convertirse en designado presidencial ante la renuncia definitiva de López en 1945. 
Las tropas que participaron del golpe fueron sometidas a corte marcial. Y Laureano Gomez se exiliaría en Brasil una vez se conoció del fracaso del Golpe, del que sería también beneficiario.